# Jezioro mezotroficzne
Jezioro mezotroficzne – w typologii jezior: jezioro słodkowodne będące typem przejściowym między jeziorem oligotroficznym a eutroficznym.
Słowo mezotroficzny (ang. mesotrophic, fr. mésotrophique, hisz. mesotrófico, niem. mesotroph, ros. мезотрофный) zgodnie z Międzynarodowym Słownikiem Hydrologicznym jest to stan umiarkowanej żyzności wód wynikający z niedużej ilości biogenów i substancji organicznych w zbiorniku wodnym. Stan pośredni między stanem eutroficznym a oligotroficznym.

## Ewolucja harmoniczna jezior
Ten typ jezior charakteryzuje się średnią żyznością oraz umiarkowanie wysoką produkcją biologiczną, stąd niekiedy można w nich zaobserwować zakwity planktonu. Może ono powstawać z jeziora oligotroficznego, a następnie przekształcić się w eutroficzne. Ewolucja harmoniczna jezior ma postać prostych przekształceń: jezioro oligotroficzne → jezioro α-mezotroficzne → jezioro β-mezotroficzne → jezioro eutroficzne → jezioro stawowe → torfowisko niskie. Jest to proces naturalny, ale w wyniku działalności (zanieczyszczającej) człowieka w ostatnich kilkudziesięciu latach proces eutrofizacji w jeziorach zachodzi znacznie szybciej, zaburzając jego równowagę naturalny przebieg.

### Wody α-mezotroficzne
Wody α-mezotroficzne mają niewiele substancji odżywczych, przeciętna roczna produkcja planktonu jest rzędu 30-60 g C m-2. Rzadko zakwita. W okresie wegetacyjnym przejrzystość wynosi około 4–7 m. Natlenienie w strefach głębokich w tych wodach wynosi 20-60% nasycenia. Na dnie przeważnie występuje ciemny muł zbliżony do sapropelu (szlam gnilny). Poza tym biomasa fauny na dnie wynosi około 5–10 g m-2. Roślinność wyższa na brzegu dość dobrze rozwinięta. Przykładowe jeziora α-mezotroficzne to Piłakno, Jezioro Łańskie i Babięty.

### Wody β-mezotroficzne
Wody β-mezotroficzne można określić jako względnie żyzne i bogate w substancje odżywcze. Produkcja fitoplanktonu w ciągu roku sięga 60–120 g C m-2. W okresie wegetacyjnym przejrzystość wynosi około 3–5 m. Nasycenie tlenem w warstwie naddennej nie przekracza 30%. Biomasa makrofauny w strefie głębinowej kształtuje się rzędu kilkunastu gramów na metr powierzchni dna. Zróżnicowanie gatunkowe fauny i flory średnio bogate. Roślinność brzegowa dobrze rozwinięta. Przykładowe jeziora β-mezotroficzne to Jezioro Dobskie, Garbaś, Oleckie Wielkie, Krzywe Wigierskie.

## Cechy charakterystyczne
- Panują w niej warunki aerobowe (nasycenie tlenem 40-60%). Dominują procesy mineralizacji materii organicznej w profundalu, co powoduje znaczne zużycie tlenu. W wyniku tego szczątki organiczne znajdujące się na dnie ulegają zróżnicowanemu stopniu rozkładu. Krzywą tlenową w eutrofii nazywa się klinogradą. Przedstawia ona zależność malejącego stężenia tlenu wraz z głębokością. W metalimnionie jeziora mezotroficznego zachodzi pewne odchylenie dodatnie stężenia tlenu, nazywane heterogradą dodatnią, wynikające z intensywnej fotosyntezy i dobrych warunków świetlnych. Stężenie tlenu w tej strefie jest wyższe od strefy położonej wyżej i poniżej metalimnionu.
- Stężenie fosforu całkowitego (w okresie wegetacyjnym) wynosi 10-30 μg/dm³, stężenie chlorofilu a (w epilimnionie) na ogół 3-10 μg/dm³, natomiast maksymalna produkcja pierwotna utrzymuje się z reguły w granicach 0,3-0,7 g węgla pod 1m² powierzchni jeziora. Roczna produkcja brutto jest około 100 razy większa.
- Typowe organizmy to glony z grupy zielenic i okrzemek, liczne larwy owadów, Chironomidae (Stictochironomus i Sergentia), ślimaki, natomiast wśród ryb lipień i brzana. Przykłady glonów-bioindykatorów wód mezotroficznych:
  - Anabaena spiroides,
  - Aphanizomenon flos-aquae,
  - Pediastrum boryanum,
  - Cymatopleura solea,
  - Ankistrodesmus falcatus,
  - Diatoma vulgare,
  - Oscillatoria rubescens i Oscillatoria Agardhii,
  - Amphora ovalis,
  - Scenedesmus quadricauda,
  - Microcystis aeruginosa.
- Inną cechą charakterystyczną jest występowanie dość dużej różnorodności wśród fauny i flory, ale cechującej się małą liczebnością w obrębie gatunku.
- Umiarkowany rozwój roślinności zanurzonej na stoku i nieco powyżej, co jest wynikiem intensywnego działania fal.
- Woda jest dość przezroczysta, słabo opalizująca (widzialność krążka Secchiego 3-7m), zapach ziemisty, muł żółtobrunatny, nie obfity. Dno porośnięte powłokami glonów, nieco omulone. Niekiedy obecne zakwity.
- Powstają w nim osady denne typu gytii. W zależności od tego, jaki materiał składowy przeważa, czy składniki mineralne, organiczne czy resztki wodnych organizmów, można wyróżnić: gytię piaszczystą, ilastą, żelazistą, gytie z solami kwasu huminowego, substancjami woskowymi i tłuszczami, czy gytię planktonowa, muszlową, itd.

## Przykłady jezior mezotroficznych
- jezioro Białe Wigierskie
- część wód jeziora Wigry